# Elaine Cohen
Pour les articles homonymes, voir Cohen.
Elaine Cohen, née le 26 novembre 1944 est une mathématicienne américaine, chercheuse en modélisation géométrique et infographie, connue pour ses recherches pionnières sur les B-splines. Elle est professeure à l'école d'informatique (en) de l'université de l'Utah.

## Éducation et carrière
Cohen est diplômée du Vassar College en 1968, avec un bachelor en mathématiques. Elle est allée à l'université de Syracuse pour des études supérieures en mathématiques, obtenant une maîtrise en 1970 et achevant son doctorat en 1974. Sa thèse, intitulée On the Degree of Approximation of a Function by Partial Sums of its Fourier Series, concerne la théorie de l'approximation, et est supervisé par Daniel Waterman.
À l'université de l'Utah, Cohen est devenue la première femme à obtenir un poste à l'École d'ingénierie.

## Contributions
Avec Richard F. Riesenfeld et Gershon Elber, Cohen est l'auteure du livre Geometric Modeling with Splines: An Introduction (AK Peters, 2001).
Elle a également contribué au développement de la théière de l'Utah, l'améliorant d'une surface bidimensionnelle sans épaisseur à un objet tridimensionnel authentique.
Avec Amy Gooch, Bruce Gooch et Peter Shirley (en) de l'université d'Utah, elle a travaillé sur des techniques en matière de rendu non photoréaliste (en), en particulier le Gooch shading (en), implémenté depuis dans plusieurs librairies et logiciels de nuanceurs,,.

## Prix et distinctions
En 2005, le YWCA de Salt Lake City décerne à Cohen son prix pour réalisation exceptionnelle. En 2009, Cohen et Riesenfeld ont reçu le prix Pierre Bézier de la Solid Modeling Association pour leurs travaux sur les B-splines dans la conception géométrique assistée par ordinateur.
En 2020, elle a reçu un doctorat honoris causa de l'université d'Oslo en mathématiques.